# جورج ليندمان
جورج ليندمان (بالإنجليزية: George Lindemann)‏ هو شخصية أعمال أمريكي، ولد في 26 مارس 1936 في نيويورك في الولايات المتحدة، وتوفي في 21 يونيو 2018.